# Naracoorte Lucindale Council
Koordinaten: 36° 57′ S, 140° 44′ O

Der Naracoorte Lucindale Council ist ein lokales Verwaltungsgebiet (LGA) im australischen Bundesstaat South Australia. Das Gebiet ist 4.517 km² groß und hat etwa 8300 Einwohner (2016).
Naracoorte Lucindale liegt im äußersten Südosten von South Australia  etwa 300 Kilometer südöstlich der Metropole Adelaide an der Grenze zum Bundesstaat Victoria. Das Gebiet beinhaltet 27 Ortsteile und Ortschaften: Avenue Range, Binnum, Biscuit Flat, Bool Lagoon, Callendale, Coles, Conmurra, Conmurra South, Fox, Frances, Hynam, Jessie, Joanna, Joyce, Keppoch, Koppamurra, Kybybolite, Lochaber, Lucindale, Naracoorte, Robertson, Spence, Stewarts Range, Struan, Townsend, Woolumbool und Wrattonbully. Der Verwaltungssitz des Councils befindet sich in Naracoorte in der Osthälfte der LGA.

## Verwaltung
Der Council von Naracoorte Lucindale hat elf Mitglieder, die zehn Councillor und der Vorsitzende und Mayor (Bürgermeister) des Councils werden von den Bewohnern der LGA gewählt. Naracoorte Lucindale ist nicht in Bezirke untergliedert.